# Peter Tamm Julius Benzon-Buchwald
Peter Tamm Julius Benzon-Buchwald(t) (17. august 1821 i København – 28. februar 1877 i København) var en dansk nationaløkonom og professor.
Han var søn af H.C.F. Benzon-Buchwald (afskediget premierløjtnant) og Maria Magdalene f. Tamm og blev student fra Metropolitanskolen 1840. Efter at have taget juridisk eksamen (1845) blev han volontær i det daværende Rentekammer, hvor han avancerede til fuldmægtig. 1856 efter forudgående konkurrence professor ved Københavns Universitet i nationaløkonomi og statistik. 1862 blev han chef for Revisionsdepartementet, i hvilken stilling han døde 1877.
Han blev gift 1. gang 1849 med Andreasine Cæcilie Benzon (4. januar 1822 – 28. april 1853 (datter af kammerjunker H. Benzon), 2. gang 1855 med Henriette Hendriksen (død 1. juni 1873). Benzon-Buchwald var medstifter af livsforsikringsselskabet «Hafnia», af hvis direktion han var medlem, og af Landmandsbankens første bestyrelse. Nogen betydelig rolle som nationaløkonomisk forfatter har Benzon-Buchwald ikke spillet, men har dog ved enkelte lejligheder leveret velskrevne bidrag til spørgsmål, der stod på dagsordenen (1867 om beskatningsforholdene, 1872 om guldmøntsystemet). 1866 blev han Ridder af Dannebrog.
Han er begravet på Assistens Kirkegård.